# Nagroda Star Screen dla Najlepszego Filmu
Nagroda Star Screen dla Najlepszego Filmu to indyjska nagroda filmowa przyznawana przez jury składające się z osobistości świata filmowego. Nazwiska zwycięzców są ogłaszane co roku w styczniu.

## Lista nagrodzonych
| Rok  | Film                   | Producent / Produkcja |
| ---- | ---------------------- | --------------------- |
| 2009 | Jodhaa Akbar           | Ashutosh Gowariker    |
| 2008 | Chak De India          | Yash Chopra           |
| 2007 | Lage Raho Munna Bhai   | Rajkumar Hirani       |
| 2006 | Black                  | Sanjay Leela Bhansali |
| 2005 | Veer-Zaara             | Yash Chopra           |
| 2004 | Koi... Mil Gaya        | Rakesh Roshan         |
| 2003 | Devdas                 | Bharat Shah           |
| 2002 | Lagaan                 | Aamir Khan            |
| 2001 | Kaho Naa... Pyaar Hai  | Rakesh Roshan         |
| 2000 | Hum Dil De Chuke Sanam | Sanjay Leela Bhansali |
| 1999 | Coś się dzieje         | Yash Johar            |
| 1998 | Border                 | J.P. Dutta            |
| 1997 | Raja Hindustani        | Dharmesh Darshan      |
| 1996 | Żona dla zuchwałych    | Yash Chopra           |
| 1995 | Hum Aapke Hain Kaun    | Rajshri Productions   |